# 7 Dni Częstochowa
7 Dni Częstochowa – tygodnik istniejący od początku maja 2004 roku. Ukazuje się w każdy czwartek na terenie Częstochowy oraz powiatów: częstochowskiego, kłobuckiego, myszkowskiego, lublinieckiego, pajęczańskiego i wieluńskiego. Ma objętość 12–32 stron, formatu A3. Jest rozpowszechniany przez Ruch, Kolporter, prywatnych dystrybutorów oraz własną sieć kolportażu.
Twórcy tygodnika definiują go jako czasopismo o charakterze prospołecznym i ponadpartyjnym. Gazeta dużo miejsca poświęca sprawom regionu, publikuje też materiały o charakterze poradnikowym i rozrywkowym.
Tytuł został założony przez Regionalne Stowarzyszenie Społeczno-Kulturalne „Czenstochovia”, skupiające częstochowskich dziennikarzy prasy lokalnej. Obecnie wydawcą tygodnika jest News Press.